# Flughafen ʻEua

i7
i11
i13
Der Flughafen ʻEua (englisch Kaufana Airport, IATA-Code: EUA, ICAO-Code: NFTE) ist der Flughafen der Insel ʻEua im Königreich Tonga. Er befindet sich etwa drei Kilometer südlich des Divisionshauptorts ʻOhonua. 
Als Start- und Landebahn dient eine in ungefähr nord-südlicher Richtung verlaufende unbefeuerte Piste mit einem Belag aus verdichtetem Korallengrus und einer Länge von 800 Metern. Der Flughafen ist montags bis samstags geöffnet und darf ausschließlich bei Tageslicht für zuvor genehmigte Flüge genutzt werden. Östlich der Landebahn befindet sich ein kleines Abfertigungsgebäude. Weitere Einrichtungen sind nicht vorhanden.
Der Flughafen wird durch Real Tonga Airlines mehrmals pro Woche mit dem Flughafen Fuaʻamotu auf Tongatapu verbunden (Stand Februar 2020). Mit einer Flugdauer von acht Minuten ist dies einer der kürzesten kommerziellen Linienflüge der Welt.